# Middleton (Grand Manchester)
Pour les articles homonymes, voir Middleton.
Middleton est une ville britannique du district métropolitain de Rochdale, dans le comté du Grand Manchester, en Angleterre. Elle se situe au bord de l'Irk et compte, selon le recensement de 2001, environ 45 000 habitants.